# Óčko Star
Óčko Star (dříve Óčko Gold) je česká hudební televizní stanice, která začala vysílat 1. června 2013.

## Historie
Společnost MAFRA (vlastník stanice Óčko) chtěla spustit druhý kanál. Připraveny byly dvě varianty názvu: Óčko Retro a Óčko Hity.  
MAFRA si vybrala Óčko Hity a požádala o licenci, kterou obdržela. Po získání licence bylo rozhodnuto, že se Óčko Hity přejmenuje na Óčko Gold.  
Od 1. října 2017 změnila stanice jméno na Óčko Star. . 

## Dostupnost
Óčko Star vysílá v DVB-T2 Multiplexu 22 Českých Radiokomunikací, na kabelové televizi a prostřednictvím živého vysílání na internetu. Dále také na satelitu v platformě Skylink.

## Charakteristika
Óčko Star se zaměřuje na největší hity od 80. let do současnosti. Program je zaměřen na muže i ženy od 25 do 45 let. Přináší domácí i světové hity, časem prověřené skladby. Profilovými hvězdami ÓČKO STAR jsou světoví a domácí idoly jako Robbie Williams, Michael Jackson, Adele, Madonna, Rihanna, Pink, U2, Coldplay, Chinaski, Kryštof, Lucie, No Name, Ewa Farna, Richard Müller a další.